# アメリカン・エキスプレス・センチュリオン・カード

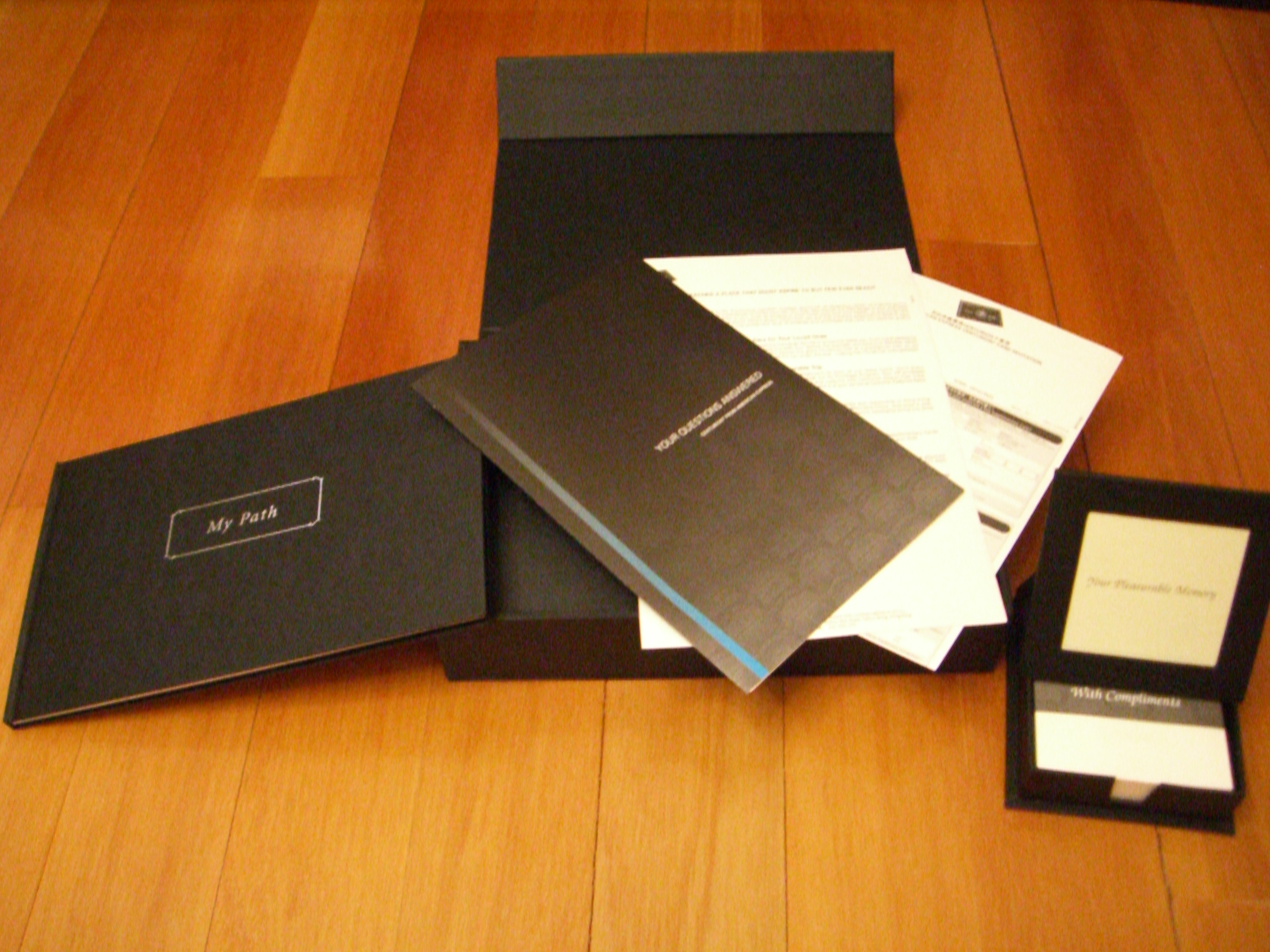
香港センチュリオン招待キット

アメリカン・エキスプレス・センチュリオン・カード（英語: American Express Centurion Card）とは、アメリカ合衆国のクレジットカード会社であるアメリカン・エキスプレス（アメックス）が発行する、最上級クレジットカードである。通称ブラックカード。

## 歴史

### 「プラチナ・カード」
アメリカン・エキスプレスが上位カードとして導入した「アメリカン・エキスプレス・ゴールド・カード」は、もともと一定以上の属性を持つ富裕層を中心とした上級顧客をターゲットとして発行されていたものであり、ステイタスの高いカードであるとされてきた。
しかし、ゴールド・カードのアメリカ市場をはじめとする先進諸国市場における成功により、「ゴールド・カード」のコンセプトやその名称を模倣する同業他社が相次ぎ、そのステイタスが相対的に低下したことや、更に高度な会員向けサービスを求める富裕層を中心とした上級顧客の要求を受けて、ゴールド・カードの上位カード（当時は最上位カード）として、アメリカン・エキスプレスが1984年に「アメリカン・エキスプレス・プラチナ・カード」をアメリカ市場で発行した。

### 「センチュリオン・カード」の登場
しかしその後、富裕層を中心とした上級顧客の囲い込みを画策した多くの競合他社が、これを模倣したコンセプトのカードを発行したことや、より質の高いサービスを提供することで更なる富裕層の囲い込みを画策したアメリカン・エキスプレスは、1999年にさらに上位の「センチュリオン・カード」を発行するに至った。日本市場においては2002年12月に導入されたが、「プラチナ・カード」と同じく、その後多くの競合他社が、これを模倣したコンセプトのカードを発行している。

## 概要

### 名称
センチュリオンとは古代ローマ兵士（重装歩兵）の「百人隊長」のこと（ラテン語で「CENTURIO（ケントゥリオ）」。百人隊についてはケントゥリアを参照）。

### 年会費
まず、初年度に入会金として66万円が必要。年会費は55万円である（共に税込）。
2007年までは16万8,000円であった。ちなみにプラチナカードの年会費は14万400円である。

### 入手方法
「センチュリオン・カード」は、同社カード会員の中から利用実績及び利用店舗、職業や資産額（年収）などで審査を受けたうえで選定された人に、招待（インビテーション）が送られるとされているが、どのような基準で選ばれているかは一切公表されていない。利用金額だけではインビテーションは送られて来ない。ライフスタイルを重視するようである。
インビテーションは、2002年12月の新規発行時はプラチナカードを持つ会員の一部に黒い箱に入った「招待キット」が送られてきて、アクティベートすることによって使用可能になる仕組みであった。現在はセンチュリオンのサポートデスクのフリーダイヤルから電話があり資料が必要かどうかを聞かれる。希望すれば資料が送られてくる形。署名後2週間以内に通常のカードが送られてくる。チタンカードは更に2週間〜1ヶ月後くらいで手元に届く。
配偶者は同じくブラックカード及びチタンカードを所持できる。

### 家族カード
配偶者にはブラックカード及びチタンカード、そのほかの家族にはプラチナかゴールドカードかグリーンカードが無料で発行される。

### プラスチックカード
現在日本発行のセンチュリオンカードは本会員は2枚のプラスチックカードが選択できる。(内、一枚は追加カードとして、ゴールド・プラチナ・ブラックの色の中から一枚選択可能。) TV等ではチタン製のカードが取り上げられる事が多いが、実際のカードはプラスチックでチタン製カードはオプションで選択可能となっている。

### チタンカード
通常のプラスチックのカードのほか、チタンが使われているカードも配布されている。アメリカ、オランダなどでは以前からチタン製が配布されていたが、日本でのチタン製カードの配布は2006年から始まった。日本で最初に発行されたチタンカードは厚過ぎてATMに入らない欠点が有ったが、現在のチタンカードは改良されて薄くなりATMを使用できる。カード番号や名前など通常のプラスチックカードの場合、エンボス凸版になっている部分は機械加工により1枚ずつ削りだし加工されている。技術的な問題点からチタンカードにはICチップが搭載されていない。

### マーケティング
アメリカン・エキスプレス及び日本支社は、「センチュリオン・カード」のメンバー以外に対する広告などのマーケティング活動を全く行なわない。なお、同じく招待制を取っている下位の「プラチナ・カード」（現在では招待制ではなく誰でも申し込むことが可能）については、公式サイトにてカードの存在自体は正式に公にされているものの、それ以外（広告など）のマーケティング活動と呼べるものは、原則として行なわれていない。
しかし、会報誌の広告媒体資料には世界の会報誌発行数を示す数字があり、日本におけるおおよその会員数を知ることができる。

## 会員サービス
「センチュリオン・カード」には、アメリカン・エキスプレスの他のカードを質も数も大きく上回る多くの会員サービスが存在するが、そのサービス内容は会員以外に正式に公開されていないため、各所マスコミなどにおいてアメリカン・エキスプレス日本支社が公式にその存在を認めているサービスのみを記載する。

### コンシェルジュ・サービス
各会員専属のテレフォン・コンシェルジェがアサインされており、専用フリーダイヤルで24時間365日問い合わせや要望に対応する。2008年1月20日ごろのセンチュリオン・カード年会費の大幅値上げに伴い各会員に専属担当者がアサインされるようになったが、専属とはいえ寝るなどの必要があり、専属者対応は原則10：00〜18：30の間に限られる。時間外や不在の場合は他のコンシェルジュが対応する。海外からは国によってフリーダイヤルに対応しているが、基本的にコレクトコールでかけることが出来る。

### お誕生日プレゼント
センチュリオンカード会員及びプラチナカード会員には、毎年誕生日にプレゼントが送られてくる。

### 会報誌
「プラチナ・カード」と同じく「DEPARTURES」が隔月で提供されていたが、2013年4月よりセンチュリオン会員専用雑誌（季刊）が発行されている。

### ポイント
カードで買い物をすると付く「メンバーシップ・リワーズ・ポイント」の有効期限が無い。（プラチナカードも同様）

### 閉店後のショッピング
事前連絡する事により、ハリー・ウィンストン、ルイ・ヴィトン等のブランド店では閉店した後に会員に対し、プライベート・ショッピングを提供する事が出来る。